# Киселенко, Пётр Евдокимович
Пётр Евдокимович Киселенко (1919-1975) — капитан Советской Армии, участник Великой Отечественной войны, Герой Советского Союза (1945).

## Биография
Пётр Киселенко родился 1 августа 1919 года в селе Исайки (ныне — Богуславский район Киевской области Украины). Окончил школу-семилетку, школу фабрично-заводского ученичества, Херсонскую авиационную школу, после чего работал пилотом-инструктором в Сталино (ныне — Донецк). В 1940 году Киселенко был призван на службу в Рабоче-крестьянскую Красную Армию. С января 1943 года — на фронтах Великой Отечественной войны. Принимал участие в боях на Юго-Западном, Донском, Воронежском, 1-м, 2-м и 3-м Украинских, 2-м и 3-м Белорусских фронтах.
К концу войны старший лейтенант Пётр Киселенко был заместителем командира эскадрильи 237-го штурмового авиаполка 305-й штурмовой авиадивизии 15-й воздушной армии 2-го Прибалтийского фронта. За время своего участия в боях он совершил 106 боевых вылетов, уничтожив большое количество боевой техники противника.
Указом Президиума Верховного Совета СССР от 18 августа 1945 года за «выполнение 106 боевых вылетов и проявленные при этом мужество и героизм» старший лейтенант Пётр Киселенко был удостоен высокого звания Героя Советского Союза с вручением ордена Ленина и медали «Золотая Звезда» за номером 7989.
После окончания войны Киселенко продолжил службу в Советской Армии. В 1953 году в звании капитана он был уволен в запас. Проживал в городе Марганец Днепропетровской области. Скончался 10 июня 1975 года.
Был также награждён орденом Красного Знамени, двумя орденами Отечественной войны 2-й степени, орденом Красной Звезды, рядом медалей.